# Régiment de Dauphiné (1684)
Das Régiment de Dauphiné (1684) war ein Verband der französischen Infanterie in der Armee des Königs von Frankreich. (Ein weiteres Regiment mit diesem Namen entstand 1762 durch Umbenennung des Régiment de Rosen.)

## Aufstellung und signifikante Änderungen
- 24. September 1684: Aufstellung als Régiment de Dauphiné, nach der Provinz Dauphiné
- 10. März 1749: Auflösung und Eingliederung des Personals in das Régiment de Médoc

## Mestres de camp/Colonels
Mestre de camp war von 1569 bis 1661 und von 1730 bis 1780 die Rangbezeichnung für den Regimentsinhaber und/oder für den mit der Führung des Regiments beauftragten Offizier. Die Bezeichnung „Colonel“ wurde von 1721 bis 1730, von 1791 bis 1793 und ab 1803 geführt.
Sollte es sich bei dem Mestre de camp/Colonel um eine Person des Hochadels handeln, die an der Führung des Regiments kein Interesse hatte, so wurde das Kommando dem „Mestre de camp lieutenant“ (oder „Mestre de camp en second“) respektive dem Colonel-lieutenant oder Colonel en second überlassen.
- 24. September 1684: Sébastien Hyacinthe le Sénéchal de Carcado-Molac, chevalier de Carcado
- 10. Februar 1704: N. de Carcado-Molac
- 5. September 1706: Jean-Baptiste de Vassal, chevalier de Montviel
- 20. Februar 1734: Jean-Baptiste Victor de Rochechouart, marquis de Blainville, dann comte de Mortemart, dann duc de Mortemart
- 21. Februar 1740: Marquis de Vaubecourt, † 1740
- 10. März 1747: Jean-Charles de Nettancourt Haussonville, vicomte de Nettancourt, dann marquis de Vaubecourt, Bruder des vorherigen

## Uniformen und Fahnen während des Ancien Régime
Das Regiment führte drei Fahnen, davon war eine die weiße Leibfahne des Colonel (Regimentsinhabers).

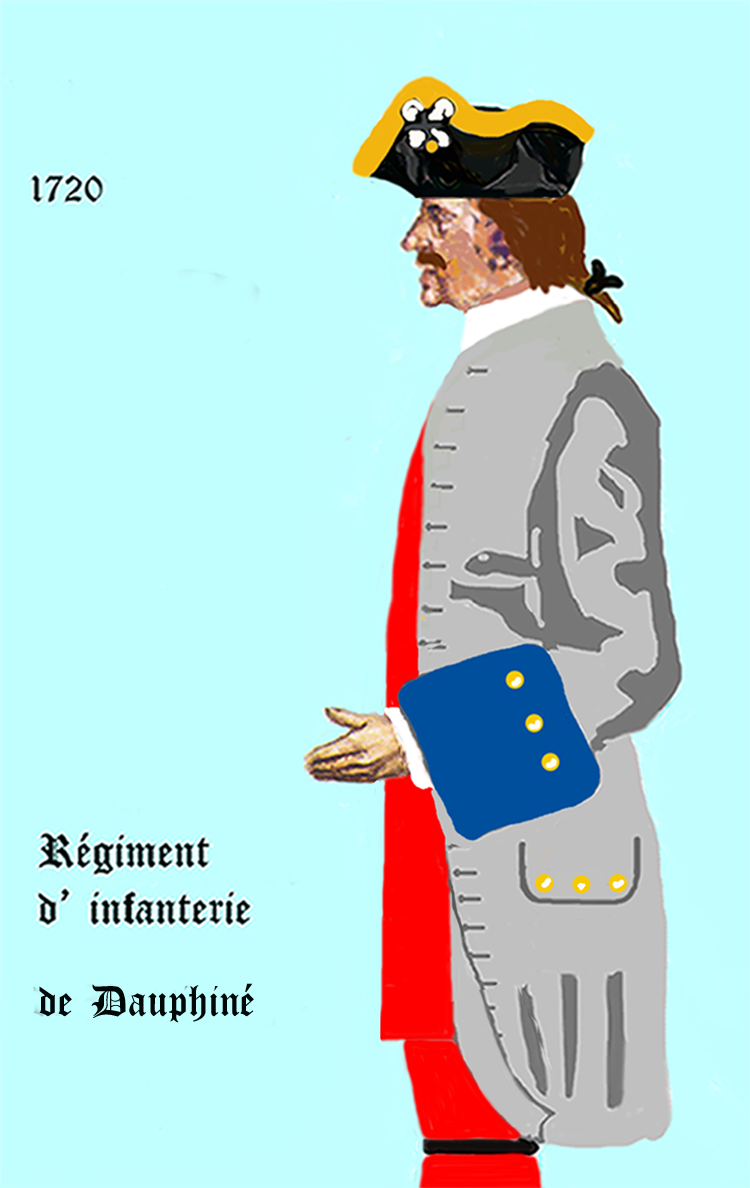
Régiment de Dauphiné 1720 bis 1734
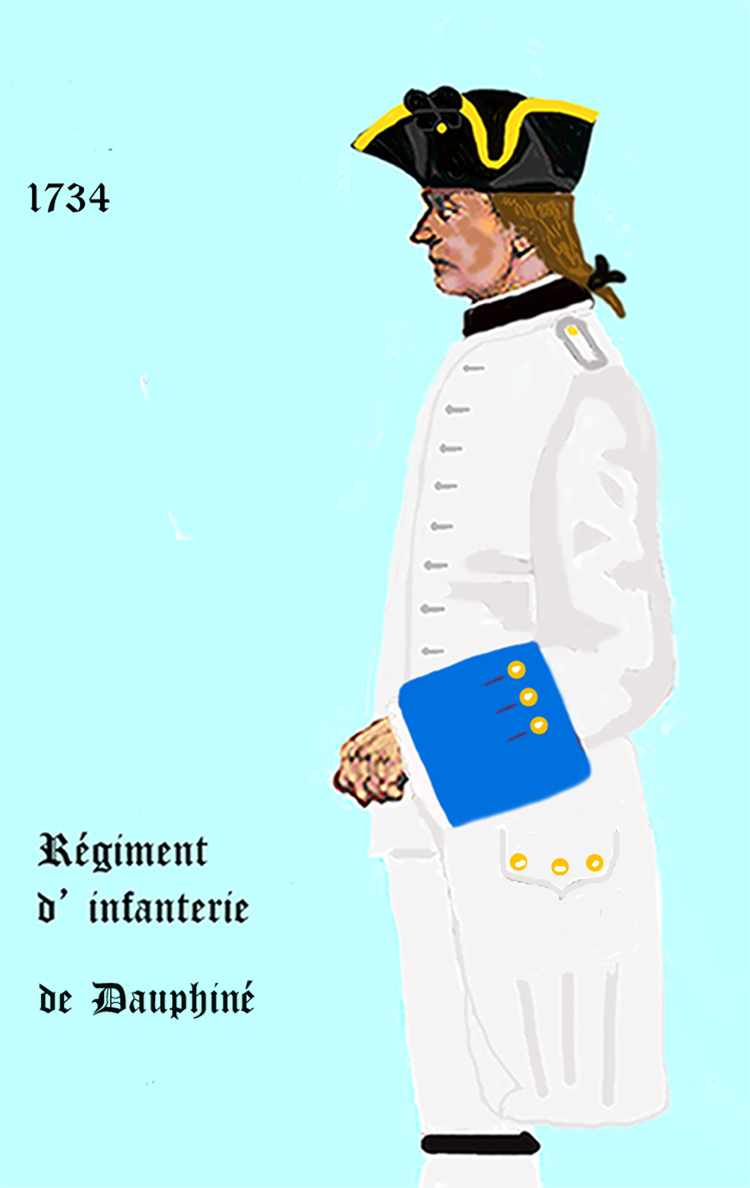
Régiment de Dauphiné 1734 bis 1740
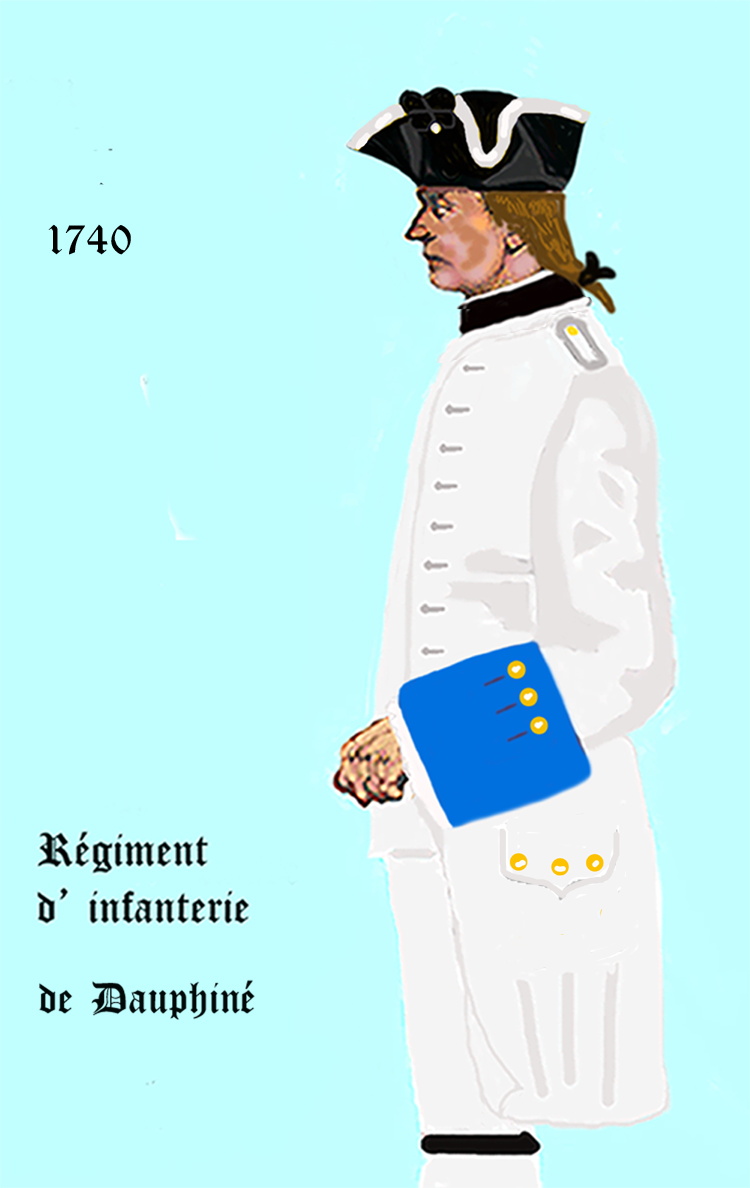
Régiment de Dauphiné 1740 bis 1749

## Einsatzgeschichte

### Pfälzischer Erbfolgekrieg 1688 bis 1697
- 1691: Kämpfe in Flandern, Belagerung von Mons
- 1692: Küstenschutz in der Normandie
- 1693: Kämpfe in den Seealpen, Teilnahme an der Schlacht bei Marsaglia
- 1696–1697: Operationen am Rhein

### Spanischer Erbfolgekrieg 1701 bis 1714
- 1702–1704: Operationen im Königreich Neapel
- 1705: Kämpfe im Piemont bei Chivasso, Schlacht bei Cassano
- 1706: Bei der Belagerung von Turin und in der Schlacht von Castiglione eingesetzt
- 1707: Kämpfe in Spanien, bei Lérida und Schlacht bei Almansa
- 1708–1709: Kämpfe in den Seealpen
- 1710–1713: Kämpfe in Flandern

### Krieg der Quadrupelallianz 1719 bis 1720
- April 1719: Das Regiment marschierte in der Armee des Maréchal de Berwick über die Pyrenäen ins Baskenland und Katalonien ein und eroberte Fuenterrabia, La Seu d’Urgell und San Sebastián. Danach wurden die Angreifer jedoch von den Spaniern unter Elisabeth Farnese abgewehrt. Im November mussten sie sich wegen Krankheiten und der schlechten Versorgungslage wieder zurückziehen.

### Österreichischer Erbfolgekrieg 1742 bis 1748
- 1742: Kämpfe in Flandern
- 1743: Kämpfe am Oberrhein, Schlacht bei Dettingen
- 1744: Einsatz an der Lauter, Augenheim, Freiburg im Breisgau
- 1745: Einsatz in Flandern, Kämpfe bei Oudenaarde, Dendermonde und Ath
- 1746: Belagerung von Mons und von Charleroi, Schlacht bei Roucourt
- 1747: in der Provence
- 1747–1748: Kämpfe in den Seealpen